# Lapua
Lapua város (svédül Lappo) Finnország középső, nyugati vidékén, a Dél-Pohjanmaa régióban fekszik, a régió székhelyétől - Seinäjoki - kb. 25 km-re, északra, a Lapua folyó (Lapuajoki) mellett. Egyházát 1581-ben alapították.

## Történelem
A város komoly bázisa volt a „fehéreknek” a Finn Polgárháború idején.
Lapua volt a célállomása annak a 400 magyar önkéntesnek, akik harcolni is készek voltak a finnek oldalán a Vörös Hadsereg ellen. Erről bővebb információ itt olvasható.
A templom falán látható az az emléktábla, amely az 1940 márciusában ideutazó magyar önkénteseknek állít emléket. A magyar katonák alig két hónapot töltöttek a városban, de számos fotó és néhány személyes tárgy is őrzi emléküket Lapuában. A városban fellelhető dokumentumok és fotók, valamint a helyi lakosság visszaemlékezéseinek összegyűjtése jelenleg is folyik.

## Gazdaság, sportélet és kultúra
Lapua 1964 óta van városi rangon, 2006-ban 14 101 regisztrált lakosa volt, a munkanélküliség ugyanakkor 6,3% volt.
Nemzetközi hírűek a lapuai tölténygyár Lapua márkájú lőszerei.
Pezsgő sportélet jellemző a városra. Innen származik az olimpiai aranyérmes birkózó Lauri Koskela (Berlin, 1936) és a szintén aranyérmes gerelyhajító Tapio Korjus (Szöul, 1988).
Első ligás a női pesäpallo (finn baseball) csapat, de például a lapuai birkózó szakosztály is több finn olimpikont nevelt. Ennek érdekes nyomai a délkeleti városrészben láthatóak, ahol Molskintie (Birkózószőnyeg utca) mellett van például Niskalenkki utca is, ami egy birkózó fogásról kapta nevét.
Lapua nyugati határában emelkedik a Simpsiö-hegy, amely pár száz méteres t.sz.f. magasságával is uralja a tájat. Itt nyáron kirándulni, télen a sípályákon síelni lehet. A város önmagában kevés látványossággal szolgál, a templom és a Simpsiö-hegy mellett a régi tölténygyárban (Vanha Paukku) kialakított múzeumot érdemes meglátogatni. A régi gyár területén 2008-ban színvonalas kortárs képzőművészeti galéria is nyílt.
A "Punatuli" gyertya manufaktúrában és a "Lintukoto" kerámia műhelyben kézzel készülnek a jellegzetes finn design és kézműves termékek.

## Testvérvárosai
- Hagfors
- Rakvere
- Sõmeru
- Kiskőrös
- Hohenlockstedt
- Lantana